# Zati Sungur
Hasan Zati Sungur (10 mars 1898 - 6 juillet 1984) est un illusionniste turc de renommée internationale, connu sous les noms de scène comte Richmond et Zati Bey.

## Premières années
Hasan Zati Sungur est né à Bursa sur la côte turque de Marmara, le 10 mars 1898. Après des études primaires et secondaires à Bursa, il décide, contre l'avis de ses parents d'entrer dans l'armée et réussit l'examen d'entrée à l' école des sous-officiers de la marine d'Istanbul où il étudie la mécanique .
En 1916, il est envoyé avec un groupe d'étudiants en Allemagne à Flensbourg, Kiel et Hambourg poursuivre sa formation dans les sous-marins. Au moment de la  défaite allemande, le groupe est rapatrié en Turquie, à l'exception de Zati Sungur, malade à ce moment-là. Il cherche du travail d'abord à Berlin puis à Cologne où il trouve un poste d'ouvrier-chaudronnier, malgré des compétences faibles dans ce domaine, dans l'entreprise de construction mécanique Humboldt (de).
Ses collègues de travail et amis, admiratifs devant les tours qu'il réalise pour eux l'encouragent à se tourner vers l'illusionnisme. Il lit des publications sur les tours de magie et assiste à des spectacles d'illusionnistes, y participant même parfois,. Peu à peu, il se fait un nom sur scène sous le pseudonyme de «comte Richmond».

## Carrière
En 1920, il est embauché au théâtre Wintergarten (de) de Berlin. Il se produit sur les scènes d'Europe (France, Italie, Espagne, Portugal) et en Amérique du Nord.
En 1922, il entreprend une grande tournée en Amérique du Sud. Il se produit au Chili, au Paraguay, au Brésil et en Argentine. Au début, il partage des spectacles de courte durée avec d'autres artistes de variété, comme les magiciens Dante (Harry August Jansen (en)) et Chang (Juan Jose Pablo Jesorum) mais à mesure que son répertoire s'enrichit, il commence à apparaître seul dans de longs spectacles. Il se déplace avec sa propre équipe de 10 à 12 assistants magiciens et deux camions remplis de matériel. Il acquiert une grande renommée sous le nom de scène «comte Sati de Richmond» et plus tard avec celui de «Zati Bey».
En 1924, il commence à mettre au point son tour de magie de la femme coupée en deux, aboutissant à sa version, dite «coupe fine», définitive  et remarquée en 1930. Son amélioration de ce tour sera une contribution au monde magique de la scène et sera reprise par de nombreux autres artistes.
En 1932, il est au Brésil où il participe, avec les membres de la Société Brésiliene de Magie, à démythifier la supposée qualité de fakir de Tahra-Bey,.
Zati Sungur rentre chez lui, en Turquie, le 21 avril 1936 et commence à jouer ses spectacles le 9 mai au Théâtre Ses (alias Théâtre Français) à Istanbul. Sa notoriété se répand rapidement. Après un spectacle en présence du président Mustafa Kemal Atatürk, il est félicité par celui-ci qui lui octroie une exemption fiscale à vie sur ses spectacles.
En 1938, il épouse son assistante de scène Necla Hanim. Le couple a deux filles.
Il ajoute à ses talents d'illusionniste, ceux de ventriloque et sa marionnette nommée Keloğlan est l'une des préférées du public.
Il fait des tournées à travers la Turquie et dans les pays d'Europe de l'Est et du Moyen-Orient (Liban, Egypte, Autriche, Italie...)

## Retraite
Il prend sa retraite de la scène en 1966 et se consacre à son «Universal Sihirbazlık ve İllüzyon Hünerleri Stüdyosu» (Studio de la Magie et de l'Illusion»), où il expose les instruments des tours de magie qu'il a inventés. Son studio est devenu le plus grand centre de production et de distribution d'instruments de magie d'Europe de l'Est et du Moyen-Orient.
Il écrit plusieurs livres d'apprentissage de la magie.
Il reçoit le « Grand Prix » lors de la convention de la magie de 1975 à Karlovy Vary en Tchécoslovaquie, avec son tour des «Dés magiques». En 1981, il a été honoré du titre de «Roi des magiciens» lors de la convention de la même ville.
Zati Sungur meurt à l'âge de 86 ans à Istanbul le 6 juillet 1984. Il est inhumé au cimetière de Zincirlikuyu après la cérémonie religieuse tenue à la mosquée Teşvikiye le 10 juillet.

## Divers
Zati Sungur est en vedette dans un film de 1940 Nasreddin Hoca dügünde.
En juin 1958, il apparaît sur la couverture de la 10e édition du magazine de magie américain Genii.
Il fut le mentor de Sermet Erkin (en), aujourd'hui célèbre magicien turc.
Zati Sungur avait l'habitude de présenter des tours de magie dans les rues, mystifiant des anonymes, pour promouvoir ses spectacles.
Ses capacités d'illusionniste étaient si célèbres en Turquie que, lorsqu'on voulait évoquer des élections truquées, on parlait des « urnes de Zati Sungur » (Zati Sungur'un sandığı),.

## Publications
- (tr) Zati Sungur, Zati Sungur Öğretiyor - Salon Oyun ve Eğlenceleri, septembre 1968, 96 p.
- (tr) Zati Sungur, Üstad Zati Sungur'un Sihirbazlık Ve İllüzyon Hünerleri Kataloğu, 1965, 112 p.
- (tr) Zati Sungur, Üstad Zati Sungur'un Sihirbazlık Ve İllüzyon Hünerleri Kataloğu, 1973, 320 p.